# Nicole Bilderback
Nicole Bilderback (* 10. Juni 1975 in Seoul, Südkorea) ist eine US-amerikanische Schauspielerin.

## Leben
Bilderback wurde am 10. Juni 1975 in Seoul geboren. Sie ist koreanischer, japanischer und chinesischer Herkunft. Sie wurde von Lois Bilderback und Jim Bilderback adoptiert und wuchs in Tulsa und in Dallas auf. Sie hat zwei ältere Brüder. Während ihrer High-School-Zeit war sie Cheerleaderin. Sie nahm Tanzunterricht am Dallas Young Actor’s Studio. Nach ihrem Abschluss an der Lake Highlands High School im Jahr 1993 zog sie nach Los Angeles. Über eine Anstellung als Hostess fand sie den Weg schließlich ins Schauspiel.
1995 gab Bilderback ihr Filmschauspieldebüt in Clueless – Was sonst!. Im selben Jahr war sie in drei Episoden der Fernsehserie Der Prinz von Bel-Air in der Rolle der Janet zu sehen. In den nächsten Jahren verkörperte sie Episodenrollen in verschiedenen US-amerikanischen Fernsehserien. Zur Jahrtausendwende erhielt sie wiederkehrende Rollen in den Fernsehserien Dark Angel und Dawson’s Creek. Außerdem war sie in der Rolle der Whitney im Film Girls United zu sehen. 2005 spielte sie in der Horrorkomödie Zickenterror an der High School die größere Rolle der Tiffany. 2014 spielte sie in Mercenaries als Mei-Lin Fong mit. 2021 wirkte sie in sieben Episoden der Fernsehserie Cruel Summer in der Rolle der Denise Harper mit.

## Filmografie (Auswahl)
- 1995: Clueless – Was sonst! (Clueless)
- 1995: Der Prinz von Bel-Air (The Fresh Prince of Bel-Air, Fernsehserie, 3 Episoden)
- 1996: Palm Beach-Duo (Silk Stalkings, Fernsehserie, Episode 5x20)
- 1996: The Parent 'Hood (Fernsehserie, Episode 2x19)
- 1996: Sabrina – Total Verhext! (Sabrina, the Teenage Witch, Fernsehserie, Episode 1x06)
- 1996: Junge Schicksale (ABC Afterschool Specials, Fernsehserie, Episode 25x03)
- 1996–1997: Clueless – Die Chaos-Clique (Clueless, Fernsehserie, 3 Episoden, verschiedene Rollen)
- 1997: Eifersüchtig – Verrat einer Freundin (Friends ’Til the End, Fernsehfilm)
- 1997: Eine starke Familie (Step by Step , Fernsehserie, Episode 6x13)
- 1997: Eine himmlische Familie (7th Heaven, Fernsehserie, Episode 2x07)
- 1998: Caroline in the City (Fernsehserie, Episode 3x18)
- 1998: Emergency Room – Die Notaufnahme (ER, Fernsehserie, Episode 4x17)
- 1998: Ich kann’s kaum erwarten! (Can’t Hardly Wait)
- 1998; 2002: Buffy – Im Bann der Dämonen (Buffy the Vampire Slayer, Fernsehserie, 2 Episoden)
- 1999: Paper Bullets
- 2000: Zoe, Duncan, Jack & Jane (Fernsehserie, Episode 2x10)
- 2000: Forever Lulu – Die erste Liebe rostet nicht! (Forever Lulu)
- 2000: Girls United (Bring It On)
- 2000: Norm (Fernsehserie, Episode 3x04)
- 2000–2001: Dark Angel (Fernsehserie, 4 Episoden)
- 2001: Silicon Follies (Fernsehfilm)
- 2001–2003: Dawson’s Creek (Fernsehserie, 5 Episoden)
- 2004: The Plight of Clownana (Kurzfilm)
- 2004: Practice – Die Anwälte (The Practice, Fernsehserie, Episode 8x19)
- 2004: Boston Legal (Fernsehserie, 2 Episoden, verschiedene Rollen)
- 2004: Eddie’s Father (Kurzfilm)
- 2005: Zickenterror an der High School (Bad Girls from Valley High)
- 2005: Dr. House (House, M.D., Fernsehserie, Episode 1x21)
- 2005: Cruel World
- 2005: Without a Trace – Spurlos verschwunden (Without a Trace, Fernsehserie, Episode 4x05)
- 2006: Heroes (Fernsehserie, 2 Episoden)
- 2006: Sideliners (Fernsehfilm)
- 2007: Hidden Palms (Fernsehserie, Episode 1x01)
- 2007: Der Aufreisser (Sex and Death 101)
- 2007: The Minor Accomplishments of Jackie Woodman (Fernsehserie, Episode 2x02)
- 2007: The Box
- 2007: Sincere (Kurzfilm)
- 2008: The New Twenty
- 2008: Cold Case – Kein Opfer ist je vergessen (Cold Case, Fernsehserie, Episode 6x08)
- 2009: Wake
- 2009: Numbers – Die Logik des Verbrechens (NUMB3RS, Fernsehserie, Episode 6x10)
- 2009: The Bourne Stupidity (Kurzfilm)
- 2010: Castle (Fernsehserie, Episode 3x09)
- 2011: Human Target (Fernsehserie, Episode 2x12)
- 2011: Victim-Traue keinem Fremden (Victim)
- 2012: The Mentalist (Fernsehserie, Episode 5x10)
- 2014: Perception (Fernsehserie, Episode 2x11)
- 2014: Mercenaries
- 2016: Bones – Die Knochenjägerin (Bones, Fernsehserie, Episode 11x21)
- 2016: Speak Now
- 2017: The Wrong Nanny
- 2018: This Close (Fernsehserie, Episode 1x02)
- 2018: Good Girls (Fernsehserie, Episode 1x01)
- 2018: Story of Andi (Andi Mack, Fernsehserie, Episode 3x02)
- 2018: The Rookie (Fernsehserie, Episode 1x08)
- 2018: Bloomers (Fernsehserie, Episode 3x03)
- 2019: Navy CIS: New Orleans (NCIS: New Orleans, Fernsehserie, Episode 5x11)
- 2019: Staged Killer
- 2019: 2nd Chance for Christmas (Fernsehfilm)
- 2020: Brooklyn Nine-Nine (Fernsehserie, Episode 7x02)
- 2020: Nothing to See Here (Kurzfilm)
- 2021: Cruel Summer (Fernsehserie, 7 Episoden)
- 2022: Cloudy with a Chance of Christmas (Fernsehfilm)